# Ned Finley
Ned Finley (10 de julio de 187?-26 de septiembre de 1920) fue un actor y director cinematográfico de nacionalidad estadounidense, activo en la época del cine mudo.
Falleció en la ciudad de Nueva York a causa de un suicidio con estricnina.

## Filmografía

### Actor
| - 1912 : The Curio Hunters - 1913 : 'Mid Kentucky Hills - 1913 : A Heart of the Forest - 1913 : The Strength of Men - 1913 : Brother Bill - 1913 : The Web - 1913 : A Fighting Chance - 1913 : Bunny and the Bunny Hug - 1913 : The Drop of Blood - 1913 : Song Bird of the North - 1913 : The Carpenter - 1913 : O'Hara as a Guardian Angel - 1913 : Hubby's Toothache - 1913 : The Only Way - 1913 : Dr. Crathern's Experiment - 1913 : The Clown and the Prima Donna - 1913 : Fortune's Turn - 1913 : A Homespun Tragedy - 1913 : The Leading Lady - 1913 : The Cure - 1913 : A Game of Cards - 1914 : Local Color - 1914 : Caught with the Goods | - 1914 : Children of the Feud - 1914 : Chanler Rao, Criminal Expert - 1914 : Stage Struck - 1914 : The Tattoo Mark - 1914 : Goodness Gracious - 1914 : Officer Kate - 1914 : Steve O'Grady's Chance - 1914 : The Reward of Thrift - 1914 : The Moonshine Maid and the Man - 1915 : Hearts and the Highway - 1915 : Breaking In - 1915 : O'Garry of the Royal Mounted - 1915 : Lifting the Ban of Coventry - 1915 : The Enemies - 1915 : Closing of the Circuit - 1915 : The Goddess - 1915 : The Girl Who Might Have Been - 1915 : His Bunkie | - 1915 : From the Dregs - 1915 : West Wind - 1915 : A Man's Sacrifice - 1915 : The Making Over of Geoffrey Manning - 1916 : When Hooligan and Dooligan Ran for Mayor - 1916 : Britton of the Seventh - 1916 : The Hunted Woman - 1916 : Myrtle the Manicurist - 1916 : The Kid - 1916 : The Secret Kingdom - 1917 : The White Raven - 1917 : The Blue Streak - 1917 : The Little Terror - 1917 : Soldiers of Chance - 1917 : The Bottom of the Well - 1918 : The Menace - 1918 : The Raiders of Sunset Gap - 1918 : Buchanan's Wife |

### Director
| - 1911 : The Leading Lady - 1913 : 'Mid Kentucky Hills - 1913 : A Homespun Tragedy - 1913 : The Leading Lady - 1913 : The Cure - 1913 : A Game of Cards - 1914 : Local Color | - 1914 : Caught with the Goods - 1914 : Children of the Feud - 1914 : Chanler Rao, Criminal Expert - 1914 : Stage Struck - 1914 : The Tattoo Mark - 1914 : The Gang | - 1914 : Officer Kate - 1914 : Second Sight - 1914 : Steve O'Grady's Chance - 1914 : The Reward of Thrift - 1915 : O'Garry of the Royal Mounted - 1918 : The Raiders of Sunset Gap |